# Especial de Ano Novo da RTP
Desde o início da televisão em Portugal, que, na passagem de ano, a RTP1 tem oferecido emissões especiais, sejam programas especiais criados para o efeito, como o Crime na Pensão Estrelinha, em 1990-1991, sejam edições especiais de programas em emissão, como o The Voice Portugal, sejam, até, através de emissões especiais a nível internacional, como o 2000 Hoje, em 1999-2000.

## Programas
| Ano       | Nome                                           | Apresentador(es)/Elenco | Convidados | Ref.          |
| --------- | ---------------------------------------------- | --- | --- | ------------- |
| 1957-1958 | Teleteatro: Noite de São Silvestre             | Brunilde Júdice, Jaime Santos, Tomás de Macedo | Brunilde Júdice, Jaime Santos, Tomás de Macedo | [ 1 ]         |
| 1958-1959 | Filme: A Canção de Lisboa                      | António Silva, Beatriz Costa, Vasco Santana | António Silva, Beatriz Costa, Vasco Santana | [ 2 ]         |
| 1958-1959 | Espetáculo no Casino Estoril                   | | | [ 2 ]         |
| 1958-1959 | Fim de Ano na Televisão                        | José Fialho Gouveia, Maria de Lurdes Modesto, Paulo Renato, Lurdes Norberto, Fernanda Borsatti, Carmen Mendes, José Viana, Artur Agostinho                                                                                | José Fialho Gouveia, Maria de Lurdes Modesto, Paulo Renato, Lurdes Norberto, Fernanda Borsatti, Carmen Mendes, José Viana, Artur Agostinho | [ 2 ] [ 3 ]   |
| 1959-1960 | Programa de Variedades de Passagem de Ano      | Jorge Alves, Henrique Mendes | | [ 4 ]         |
| 1960-1961 | Variedades/Feliz Ano Novo                      | | | [ 5 ]         |
| 1961-1962 | 7ª Arte: O Costa do Castelo                    | António Silva, Curado Ribeiro, Hermínia Silva, João Silva, Maria Matos, Maria Olguim, Milú, Virgílio Teixeira | António Silva, Curado Ribeiro, Hermínia Silva, João Silva, Maria Matos, Maria Olguim, Milú, Virgílio Teixeira | [ 6 ] [ 7 ]   |
| 1962-1963 | Teleteatro: Noite de São Silvestre             | Jaime Santos, Adelina Campos, Tomás de Macedo | | [ 8 ]         |
| 1962-1963 | Espetáculo no Casino Estoril                   | Pedro Moutinho, Henrique Mendes | Charles Trenet, Cármen Sevilha, Augusto Algueiró, Gina Maria, Rui de Mascarenhas | [ 8 ]         |
| 1963-1964 | O Chapéu de Chuva Mágico (Variedades)          | | | [ 9 ]         |
| 1964-1965 | Noite de Estrelas (Variedades)                 | Quique Roca e os Los Mambos Aces, Lucio and Rosita, Dorita y Pepe, Two Carmenas, Los Platters, Ballet Alcom, Gina Maria, Shegundo Galarza, Orquestras de Travares Belo e Armando Orefiche                                 | Quique Roca e os Los Mambos Aces, Lucio and Rosita, Dorita y Pepe, Two Carmenas, Los Platters, Ballet Alcom, Gina Maria, Shegundo Galarza, Orquestras de Travares Belo e Armando Orefiche | [ 10 ]        |
| 1965-1966 | Atuação de Amália Rodrigues                    | Pedro Moutinho | Amália Rodrigues | [ 11 ]        |
| 1966-1967 | Minuto Zero                                    | | | [ 12 ]        |
| 1989-1990 | Especial Fim de Ano 1989                       | Raul Solnado | Ivone Ferreira, Alexandra Solnado, Ruy Castelar, José Manuel Pinheiro, Luís Pereira de Sousa, Madalena Balça, António Sala, Varela Silva, Herman José, Ana Bola, José Pedro Gomes, Maria Vieira, Margarida Carpinteiro, Nuno Melo, Filipe Ferrer, Vítor de Sousa, São José Lapa                                                                 | [ 13 ] [ 14 ] |
| 1990-1991 | Crime na Pensão Estrelinha                     | Herman José, Ana Bola, Herinque Canto e Castro, José Pedro Gomes, Lídia Franco, Maria Vieira, Nuno Melo, Rita Blanco, São José Lapa, Vítor de Sousa                                                                       | Rosa Lobato Faria, Cândido Mota | [ 15 ]        |
| 1991-1992 | Hermanias: Especial Fim de Ano                 | Herman José, Ana Bola, Maria Vieira, Vítor de Sousa, Filipe Ferrer, São José Lapa, Lídia Franco, José Pedro Gomes, Miguel Guilherme, Rita Blanco                                                                          | Ana Maria Lucas, Carlos Cruz, Joaquim Letria, Nicolau Breyner, Teresa Guilherme, Valentina Torres | [ 16 ]        |
| 1999-2000 | A Última Noite                                 | Herman José, Maria Ruef, José Pedro Gomes, Miguel Guilherme, Joaquim Monchique, Vítor de Sousa, Lídia Franco, Ana Bola, Maria Vieira, Margarida Carpinteiro                                                               | Herman José, Maria Ruef, José Pedro Gomes, Miguel Guilherme, Joaquim Monchique, Vítor de Sousa, Lídia Franco, Ana Bola, Maria Vieira, Margarida Carpinteiro | [ 17 ]        |
| 1999-2000 | 2000 Hoje                                      | José Rodrigues dos Santos, Manuela Moura Guedes | | [ 18 ]        |
| 2000-2001 | 2001 É na RTP1                                 | Júlio Isidro | Sara Tavares e os Shout, Simone de Oliveira, Vanda Stuart, Ala dos Namorados, Luís Represas, Anjos, Luís Portugal, Milénio, Vozes da Rádio, João Portugal, Pólo Norte, Susana Félix, Francisco Mendes, João Baião, Paulo Brissos, Telmo Miranda, Manuel Lourenço, Miguel Dias, Rui Melo, Tó Leal, Isabel Campelo, Vera de Vilhena, Célia Lawson | [ 19 ] [ 20 ] |
| 2001-2002 | Fim de Ano 2001/2002                           | Serenella Andrade, Eládio Clímaco | Dora, Banda Kalkutá da Baía, Hot Chocolate, Boogie Nights | [ 21 ]        |
| 2002-2003 | Viva 2003!                                     | Júlio Isidro, Sónia Araújo, José Carlos Malato, Ana de Sousa | Paulo Cardoso, Natalino de Jesus, Guto, Mónica Sintra, Místicos, Quinteto Jazz de Lisboa, António Calvário, Rodrigo, Tocá Rufar, Paulo Ribeiro, Rita Ribeiro]], João Pedro Pais, Pedro Abrunhosa, Las Ketchup, Mininas, Elba Ramalho | [ 22 ] [ 23 ] |
| 2003-2004 | Gala RTP Fim de Ano: Até Que Enfim 2004        | Fernando Mendes, Rute Marques | Marco Paulo, Emanuel, Delfins, Roberto Leal & Vitorino, Peste & Sida, Quinta do Bill, Commedia a la Carte, Mafalda Arnauth, Lúcia Moniz, Nicolau Breyner, Rita Blanco, Ana Rita Miranda, Vicente Morais | [ 24 ]        |
| 2004-2005 | 2005, Aqui e Agora!                            | | | [ 25 ]        |
| 2005-2006 | Por Favor 2006                                 | Heitor Lourenço, Isabel Angelino | Rita Guerra, João Portugal, Viviane, Delfins, Marco Paulo, Mónica Sintra, Emanuel, Canta Bahia, UHF, Polo Norte, Gospell´s Dominique | [ 26 ]        |
| 2006-2007 | Dança Comigo                                   | Catarina Furtado | Sónia Araújo, Henrique Feist, Diana Pereira, Maria Vieira, Ana Bola, Tiago Castro, Helena Coelho, Patrícia Bull | [ 27 ] [ 28 ] |
| 2007-2008 | Diz que é uma Espécie de Réveillon             | Ricardo Araújo Pereira, José Diogo Quintela, Miguel Góis, Tiago Dores | Júlio Isidro, Jáfumega, Doce, Sabrina, Trabalhadores do Comércio, Da Vinci, Rádio Macau, Clã | [ 29 ] [ 30 ] |
| 2008-2009 | A Minha Geração - Especial Fim de Ano          | Catarina Furtado | Simone de Oliveira, José Jorge Duarte, Fernando Tordo, Raquel Tavares, Rui Reininho, Buraka Som Sistema | [ 31 ]        |
| 2008-2009 | Telerural – Especial Fim de Ano                | Pedro Alves, João Paulo Rodrigues, Rui Amílcar | Pedro Alves, João Paulo Rodrigues, Rui Amílcar | [ 32 ] [ 33 ] |
| 2009-2010 | Dança Comigo no Gelo                           | Catarina Furtado | Sílvia Rizzo, André Patrício, João Cajuda, Helena Coelho, Sónia Araújo, Alexandre Silva | [ 34 ]        |
| 2010-2011 | Gala das Galas - Especial Ano Novo             | Herman José, Fernando Mendes, Luís Franco Bastos, Marina Mota, Bruno Nogueira, Maria Rueff, Maria Vieira, Joaquim Monchique, António Machado, Ana Bola, Eduardo Madeira, Carlos Cunha, Manuel João Vieira, Manuel Marques | Herman José, Fernando Mendes, Luís Franco Bastos, Marina Mota, Bruno Nogueira, Maria Rueff, Maria Vieira, Joaquim Monchique, António Machado, Ana Bola, Eduardo Madeira, Carlos Cunha, Manuel João Vieira, Manuel Marques | [ 35 ]        |
| 2011-2012 | O Fim do Ano - Relatório e Contas (Best of)    | Herman José, Ana Bola, Maria Rueff, Joaquim Monchique, Eduardo Madeira, Manuel Marques, João Baião, Fernando Mendes | Herman José, Ana Bola, Maria Rueff, Joaquim Monchique, Eduardo Madeira, Manuel Marques, João Baião, Fernando Mendes | [ 36 ]        |
| 2012-2013 | 13 Badaladas                                   | Herman José, Ana Bola, Maria Rueff, Joaquim Monchique, Eduardo Madeira, Manuel Marques | Herman José, Ana Bola, Maria Rueff, Joaquim Monchique, Eduardo Madeira, Manuel Marques | [ 37 ]        |
| 2013-2014 | Adeus 2013                                     | Jorge Gabriel, Licínia Macedo | | [ 38 ]        |
| 2013-2014 | 14 Badaladas                                   | Herman José, Ana Bola, Gabriela Barros, Luís Franco Bastos, Eduardo Madeira, Manuel Marques, Luís Filipe Borges, José Pedro Vasconcelos, Pedro Fernandes                                                                  | Herman José, Ana Bola, Gabriela Barros, Luís Franco Bastos, Eduardo Madeira, Manuel Marques, Luís Filipe Borges, José Pedro Vasconcelos, Pedro Fernandes | [ 39 ]        |
| 2014-2015 | Adeus 2014                                     | José Carlos Malato, Tiago Góis Ferreira, Licínia Macedo | | [ 40 ]        |
| 2014-2015 | The Voice - Especial Fim de Ano                | Catarina Furtado, Vasco Palmeirim | Mickael Carreira, Marisa Liz, Raquel Tavares, Anselmo Ralph, Daniela Mercury, Fernando Mendes, Carlos Daniel, Tony Carreira, Ana Moura, Ala dos Namorados | [ 39 ]        |
| 2015-2016 | Volta ao Mundo 2016                            | Joana Teles, Hélder Reis, Catarina Camacho, Tiago Goes Ferreira, Vanessa Oliveira, Sónia Araújo, Álvaro Costa | | [ 41 ]        |
| 2016-2017 | Volta ao Mundo 2017                            | Joana Teles, Hélder Reis, Catarina Camacho, Tiago Goes Ferreira, Vanessa Oliveira, Sónia Araújo, Álvaro Costa | | [ 42 ] [ 43 ] |
| 2016-2017 | 5 para a Meia-Noite - Especial Fim de Ano 2016 | Filomena Cautela, Inês Lopes Gonçalves | Eduardo Madeira, Maria Leal, João Seabra, Miguel Paraíso, Guilherme Cabral, David Antunes | [ 44 ]        |
| 2016-2017 | Lord of The Voices - Fernando Pereira          | Fernando Pereira | | [ 45 ]        |
| 2016-2017 | The Voice - Especial Fim de Ano                | Catarina Furtado, Vasco Palmeirim | Mickael Carreira, Marisa Liz, Aurea, Anselmo Ralph | [ 46 ]        |
| 2017-2018 | Volta ao Mundo 2018                            | José Carlos Malato, Licínia Ribeiro, Sofia Relva | Salvador Sobral | [ 47 ]        |
| 2017-2018 | 5 Para a Meia-Noite - Volta ao Mundo           | Filomena Cautela, Inês Lopes Gonçalves | | [ 48 ]        |
| 2017-2018 | The Voice - Especial Fim de Ano                | Catarina Furtado, Vasco Palmeirim | Mickael Carreira, Marisa Liz, Aurea, Anselmo Ralph | [ 49 ]        |
| 2018-2019 | Adeus 2018/Viva 2019                           | Vanessa Oliveira, José Carlos Malato, Licínia Macedo, Duarte Rebolo, Tiago Góes Ferreira, Joana Teles, Catarina Camacho                                                                                                   | | [ 50 ] [ 51 ] |
| 2018-2019 | Donos Disto Tudo                               | Ana Bola, Eduardo Madeira, Gabriela Barros, Joaquim Monchique, Manuel Marques, Pedro Luzindro | Ana Bola, Eduardo Madeira, Gabriela Barros, Joaquim Monchique, Manuel Marques, Pedro Luzindro | [ 52 ]        |
| 2019-2020 | Adeus 2019/Viva 2020                           | Vanessa Oliveira, José Carlos Malato | | [ 53 ] [ 54 ] |
| 2019-2020 | Patrulha da Noite - Especial Ano Novo          | Eduardo Madeira, Manuel Marques, Joana Pais de Brito, Gabriela Barros, Pedro Giestas, Dinarte Freitas, Luísa Ortigoso, Carla Vasconcelos, Frederico Amaral, Elia Gonzales, Roberto Pereira                                | Nuno Markl, Fernando Rocha, Ilídio Moreira | [ 55 ]        |
| 2020-2021 | Adeus 2020/Viva 2021                           | José Carlos Malato, Joana Teles | | [ 56 ] [ 57 ] |
| 2020-2021 | Patrulha da Noite - Especial Ano Novo          | Eduardo Madeira, Manuel Marques, Gabriela Barros, Joana Pais de Brito, Pedro Giestas, Frederico Amaral, Roberto Pereira, Marta Andrino, Carlos Vidal                                                                      | Toy, António Raminhos | [ 58 ]        |
| 2021-2022 | The Voice - Especial 10 Anos                   | Catarina Furtado, Vasco Palmeirim | Marisa Liz, António Zambujo, Aurea, Diogo Piçarra, Fernando Daniel, Carolina Deslandes, Carlão, Paulo Gonzo, Anjos, Ana Moura, Nelson Évora | [ 59 ]        |